# Xã Greene, Quận Ransom, Bắc Dakota
Xã Greene (tiếng Anh: Greene Township) là một xã thuộc quận Ransom, tiểu bang Bắc Dakota, Hoa Kỳ. Năm 2010, dân số của xã này là 109 người.